# Saint-Joseph-de-Rivière
Saint-Joseph-de-Rivière és un municipi francès situat al departament de la Isèra i a la regió d'Alvèrnia-Roine-Alps. L'any 2007 tenia 1.097 habitants.

## Demografia

### Població
El 2007 la població de fet de Saint-Joseph-de-Rivière era de 1.097 persones. Hi havia 410 famílies de les quals 100 eren unipersonals (52 homes vivint sols i 48 dones vivint soles), 103 parelles sense fills, 167 parelles amb fills i 40 famílies monoparentals amb fills.
La població ha evolucionat segons el següent gràfic:
Habitants censats

### Habitatges
El 2007 hi havia 483 habitatges, 421 eren l'habitatge principal de la família, 33 eren segones residències i 29 estaven desocupats. 452 eren cases i 30 eren apartaments. Dels 421 habitatges principals, 362 estaven ocupats pels seus propietaris, 49 estaven llogats i ocupats pels llogaters i 11 estaven cedits a títol gratuït; 12 tenien dues cambres, 44 en tenien tres, 105 en tenien quatre i 260 en tenien cinc o més. 354 habitatges disposaven pel capbaix d'una plaça de pàrquing. A 158 habitatges hi havia un automòbil i a 238 n'hi havia dos o més.

### Piràmide de població
La piràmide de població per edats i sexe el 2009 era:
| Homes | Edats   | Dones |
| ----- | ------- | ----- |
| 0     | 95 o +  | 0     |
| 4     | 90 a 94 | 4     |
| 4     | 85 a 89 | 0     |
| 0     | 80 a 84 | 4     |
| 24    | 75 a 79 | 16    |
| 16    | 70 a 74 | 16    |
| 16    | 65 a 69 | 20    |
| 24    | 60 a 64 | 8     |
| 20    | 55 a 59 | 24    |
| 28    | 50 a 54 | 20    |
| 48    | 45 a 49 | 32    |
| 28    | 40 a 44 | 36    |
| 64    | 35 a 39 | 52    |
| 48    | 30 a 34 | 56    |
| 28    | 25 a 29 | 12    |
| 24    | 20 a 24 | 8     |
| 72    | 15 a 19 | 32    |
| 32    | 10 a 14 | 24    |
| 40    | 5 a 9   | 52    |
| 12    | 0 a 4   | 28    |

## Economia
El 2007 la població en edat de treballar era de 693 persones, 549 eren actives i 144 eren inactives. De les 549 persones actives 520 estaven ocupades (281 homes i 239 dones) i 29 estaven aturades (14 homes i 15 dones). De les 144 persones inactives 47 estaven jubilades, 62 estaven estudiant i 35 estaven classificades com a «altres inactius».

### Ingressos
El 2009 a Saint-Joseph-de-Rivière hi havia 433 unitats fiscals que integraven 1.149,5 persones, la mediana anual d'ingressos fiscals per persona era de 20.655 €.

### Activitats econòmiques
Dels 47 establiments que hi havia el 2007, 1 era d'una empresa extractiva, 1 d'una empresa alimentària, 12 d'empreses de construcció, 5 d'empreses de comerç i reparació d'automòbils, 4 d'empreses de transport, 3 d'empreses d'hostatgeria i restauració, 1 d'una empresa financera, 2 d'empreses immobiliàries, 7 d'empreses de serveis, 8 d'entitats de l'administració pública i 3 d'empreses classificades com a «altres activitats de serveis».
Dels 13 establiments de servei als particulars que hi havia el 2009, 1 era una oficina de correu, 1 taller de reparació d'automòbils i de material agrícola, 1 taller d'inspecció tècnica de vehicles, 1 paleta, 2 guixaires pintors, 2 fusteries, 2 lampisteries, 1 perruqueria, 1 restaurant i 1 saló de bellesa.
Dels 2 establiments comercials que hi havia el 2009, 1 era una botiga de menys de 120 m² i 1 una fleca.
L'any 2000 a Saint-Joseph-de-Rivière hi havia 8 explotacions agrícoles.

## Equipaments sanitaris i escolars
El 2009 hi havia una escola elemental.

## Poblacions més properes
El següent diagrama mostra les poblacions més properes.